# Artabotrys congolensis
Artabotrys congolensis là loài thực vật có hoa thuộc họ Na. Loài này được De Wild. & T.Durand mô tả khoa học đầu tiên năm 1899.